# Face My Fears
「Face My Fears」(フェイス・マイ・フィアーズ)は、宇多田ヒカルの22枚目のCDシングル。2019年1月18日にエピックレコードジャパンより発売された。ゲームソフト『キングダム ハーツIII』のオープニングテーマとして作られた表題曲「Face My Fears」の日本語バージョンと英語バージョン、同ゲームのエンディングテーマ「誓い」とその英語版「Don't Think Twice」の全4曲が収録されている。なかでも「Face My Fears」は、世界的エレクトロミュージシャン・Skrillexとの共作となっている。

## 背景と制作
2018年9月28日、宇多田ヒカルとSkrillexがゲームソフト『キングダム ハーツIII』のオープニングテーマ「Face My Fears」を共作したことが発表された。同年12月10日、本楽曲と『KINGDOM HEARTS』のオープニング映像が用いられた90秒のトレーラーがYouTubeで公開された。同時に、『キングダム ハーツ』シリーズのディレクター・野村哲也氏が書き下ろしたジャケット写真も公開された。ゲーム内に登場する武器・キーブレードを持った宇多田ヒカルが水面に佇むイラストとなっている。また、3月6日に発売されるアナログ盤の予約も同日よりスタートした。
「Face My Fears」はゲームソフト『キングダム ハーツIII』のオープニングテーマを飾る事になった。これまでの『KINGDOM HEARTS』シリーズはそれぞれのエンディングテーマのリミックスを使用していたが、オープニングテーマとエンディングテーマで別々の異なる楽曲が使われるのは本作が初となる。
Skrillexは、2011年にTwitterで、宇多田のファンであることとアルバム『ULTRA BLUE』が大好きなことを明かしていた。その後2人は、2012年6月にドイツで開催されたヘヴィメタ・フェス『ロック・アム・リング』で、ステージが終わったSkrillexに、偶然観に来ていた宇多田が声をかけたことで知り合ったという。かねてより Skrillex は『キングダム ハーツ』のファンであることを公言していた。2016年、宇多田は『キングダム ハーツIII』のエンディングテーマ「誓い」のREMIX制作を依頼したが、Skrillexから逆に「REMIXではなく新たな曲を一緒に作りたい」と申し出た事によって製作が決まった。そして翌年、2人はロンドンで連絡を取って会い、Skrillexとの共作も多く手掛けるプー・ベア (Poo Bear)（ジャスティン・ビーバーなどを手掛けるレコードプロデューサー）も加わり3人の手によって本楽曲が制作された。Skrillexによると、制作はピアノのコードから始まり、1時間も経たないうちに完成させたという。

## 音楽性
表題曲「Face My Fears」は、メランコリックな宇多田のボーカルと、攻撃的なシンセ音とビートに彩られたブロステップ・サウンドが特徴的なフューチャー・ベース。米・Billboardは本楽曲を「スクリレックスが得意とするフィルターの掛かったヴォーカルとバウンスするフューチャーベースのリズムを取り入れたエレクトロニック・バラード」と説明している。楽曲は、もの悲しい生ピアノの旋律、抑制の効いた音数の中、日本語を豊かにグルーヴさせる宇多田のヴォーカルがしっとりと重なって幕を開ける。それらに続いて、徐々にスクリレックスのエッジーできめ細かいプログラミングが発現し、EDMにおけるサビである「ドロップ」に突入する。ドロップ・パートではミニマルなビートの上に、スクリレックス印のブロステップ・サウンドが乗っている。Billboard Japanは、本楽曲に関して「ポストEDM以降のトレンド文脈をしっかりと汲み取りつつ、一方で緩急の激しい展開によって、ゲームの世界で繰り広げられる冒険劇を彷彿させることにも成功している。」と指摘。また、「長い歴史を持つゲーム・ミュージックの普遍的な在り方と、現代的なサウンド＆ビート・デザインの両立は、数々のヒット・ソングを手掛けてきたプー・ベアの力量によるところが大きいのかもしれない。」としている。Skrillexによると本楽曲では、「Passion」と同じキーを、「Dearly Beloved」（キングダム ハーツの楽曲）と同じコードを用いている。

## リリースとプロモーション
シングル「Face My Fears」は、2019年1月18日にエピックレコードジャパンより発売された。シングルにはゲームソフト「キングダム ハーツIII」のオープニングテーマとして作られた表題曲の日本語バージョンと英語バージョン、「KINGDOM HEARTS III」のエンディングテーマ「誓い」、新曲「Don't Think Twice」の全4曲が収録されている。「Don’t Think Twice」は「誓い」を英語詞で歌ったものとなる。シングルとしては、「初恋」より約8ヶ月振りとなり、CDシングルとしては、「Prisoner Of Love」より、約11年振りとなる。カップリングには、7thアルバム『初恋』から「誓い」がリカット収録されている。また、アルバム曲がカップリングとしてリカット収録されるのは、2001年の「DISTANCE」以来となる。本作発売から約2ヶ月半後の5月1日より、元号が平成から令和に改元されたため、シングル、配信シングル含め本作が平成最後のシングルとなり、CDにおいても本作が最後となった。3月6日には、「Face My Fears」のアナログ盤も発売開始。こちらには、『キングダム ハーツ』シリーズのディレクター野村哲也が描き下ろした「Face My Fears」のジャケットのポスターが封入された。なお、レコード盤のアメリカでの発売は3月29日となっている。
1月21日には、「Face My Fears」が世界各国のチャートで1位を獲得していることを記念して、スペシャルサイト「#HikaruUtada #(Songs)」がオープンした。サイトにはシングルの収録曲や昨年11月に配信リリースされた「Too Proud featuring XZT, Suboi, EK (L1 Remix)」のYouTubeおよびSpotifyの総再生回数、SpotifyとApple Musicでのランキングの最高位、世界中からの楽曲に関連するトピックス、InstagramやTwitterの投稿などが掲載され、盛り上がりをさまざまな形で確認できる。

## 受容

### 評価
ロッキング・オンの杉浦美恵は、「これまでのポップミュージックの概念では語れない楽曲」と称賛した。OKMusic編集部は、「言葉の響きを大切に悠然と歌い上げる宇多田と、その繊細さを汲み取ってダークにディープに凄みある音を重ねてくるスクリレックスのケミストリーは、まさに最先端コラボ」と評価し、そして、活動休止や母の死、出産を経た宇多田ヒカルはまだまだ進化していると付け加えた。音楽プロデューサーの蔦谷好位置は、「2019年は海外のアーティストやプロデューサーとコラボする日本人が多かったが、その中でも傑出した作品」とコメント。また、「Skrillexの強力なサウンドプロダクションの新たな一面を引き出している宇多田ヒカルのボーカルが圧倒的」と評価した。NHKラジオセンターのチーフプロデューサー・原田悦志は、本楽曲がUS Billboard Hot 100にランクインしたことに着目。そして、宇多田が本楽曲を、英語と日本語の両方で歌唱していることに言及した上で、「１つのシラブルに必ず母音を有する日本語を『サウンドの一部』として捉えた場合、宇多田のエレガントで情感溢れるヴォーカルは、海外でヒットするための大切な要素であると思われる。」と語り、宇多田が、ワールドスタンダードな「idol（アイドル）」として、世界中の若い才能と共に、20年代の音楽シーンを切り拓いていくことへの期待を語った。

### チャート成績
「Face My Fears」は、宇多田にとって過去最高の国・地域でランクインした。iTunes総合アルバムチャートでは全24の国・地域で1位を獲得、iTunesダンスアルバムチャートでもアメリカ・イギリスを含む、全30の国・地域で1位獲得を果たした。またApple Musicのダンスアルバムチャートでも、全12の国・地域で首位を獲得した。その他にも、中国のKuGou新曲総合チャートでランキング1位を記録、日本国内の8つの音楽配信サイトでも1位を獲得した。
日本では、初動3日間で12,732枚を売上げ、2019年1月28日付のオリコン週間シングルランキングにて6位に登場した。デジタルでは、14,686DLでオリコン週間デジタルシングルランキングにて4位に初登場、同週の合算シングルチャートでは、33,462pt.を獲得し3位を記録した。Billboard Japan Hot 100では、初登場6位。2週目のBillboard Japan Hot 100では、3位に浮上した。
アメリカでは、2月2日付のBillboard Hot 100で初登場98位にランクインした。国内での初動1週間で、ダウンロードは約1万ユニット、ストリーミングは約250万再生を記録した。宇多田ヒカルとしては、今まで「Utada」名義のアルバム『Exodus』が「Billboard 200」（2004年10月23日付）で160位、アルバム『Fantome』が「Billboard World Albums」（2016年10月22日付）で1位を獲得するなど実績はあるが、米ビルボード・チャートの中で最も代表的な「Billboard HOT 100」にランクインしたのは今回が初となる。なお、今回日本人として「Billboard Hot 100」にランクインしたのは、ピコ太郎の『PPAP』以来、約3年ぶり9人目の快挙となった。

## 収録曲
1. Face My Fears (Japanese Version)  (3:42)
作詞・作曲：Skrillex・Jason Boyd ・宇多田ヒカル
スクウェア・エニックス「キングダム ハーツIII」オープニングテーマ
2. 誓い(4:37)
作詞・作曲・プロデュース：宇多田ヒカル
ストリングスアレンジ：Simon Hale・宇多田ヒカル
スクウェア・エニックス「キングダム ハーツIII」エンディングテーマ
3. Face My Fears (English Version) (3:42)
作詞・作曲：Skrillex・Jason Boyd ・宇多田ヒカル
4. Don't Think Twice(4:33)
作詞・作曲・プロデュース：宇多田ヒカル
ストリングスアレンジ：Simon Hale・宇多田ヒカル

## チャート
| チャート (2019)                                | 最高 順位 |
| ---------------------------------------------- | --------- |
| フランス ダウンロード (SNEP)                   | 52        |
| 日本 デイリー シングル (オリコン)              | 2         |
| 日本 デイリー デジタルシングル (オリコン)      | 2         |
| 日本 週間 シングル (オリコン)                  | 6         |
| 日本 (Billboard Japan Hot 100)                 | 3         |
| ニュージーランド Hot シングルチャート (RMNZ)   | 24        |
| スコットランド (Official Charts Company)       | 31        |
| イギリス ダウンロード (OCC)                    | 30        |
| US Billboard Hot 100                           | 98        |
| US Hot Dance/Electronic Songs (Billboard)      | 9         |
| ワールドデジタルソングセールス (Billboard)     | 1         |
| US Digital Songs (Billboard)                   | 18        |
| US ダンス/エレクトロ デジタルソング(Billboard) | 2         |

| Chart (2019)                                   | Position |
| ---------------------------------------------- | -------- |
| ダンス/エレクトロ デジタルソング(US Billboard) | 49       |
| Billboard Japan Download Songs                 | 63       |

## リリース日一覧
| 国/地域  | 日付          | 形式             | レーベル                      |
| -------- | ------------- | ---------------- | ----------------------------- |
| 全世界   | 2019年1月18日 | CD               | Sony Music Japan Epic Records |
| 全世界   | 2019年1月18日 | ダウンロード配信 | Sony Music Japan Epic Records |
| 全世界   | 2019年1月18日 | ストリーミング   | Sony Music Japan Epic Records |
| 日本     | 2019年3月6日  | レコード盤       | Sony Music Japan Epic Records |
| アメリカ | 2019年3月29日 | レコード盤       | Sony Masterworks              |